# Кубок Беларуси по футболу 1994/1995
Кубок Беларуси по футболу 1994/1995 годов — 4-й розыгрыш ежегодного клубного турнира, второго по значимости в стране. Финал Кубка состоялся 28 июня 1995 года на стадионе «Динамо» в Минске. Обладателем трофея впервые стало минское «Динамо-93», переигравшее могилёвское «Торпедо» только в серии послематчевых пенальти.

## 1/32 финала
Матчи состоялись 3 августа 1994 года.
| Хозяева                 | Счёт      | Гости                    |
| ----------------------- | --------- | ------------------------ |
| Торпедо (Жодино)        | 3:2       | Легмаш (Орша)            |
| Днепр (Рогачёв)         | 0:1       | Фомальгаут (Борисов)     |
| Химик (Светлогорск)     | 3:1       | ЗЛиН (Гомель)            |
| КПФ (Слоним)            | 1:3       | Сантанас (Самохваловичи) |
| Строитель (Берёза)      | 5:2(д.в.) | Автопровод (Щучин)       |
| Коммунальник (Пинск)    | 3:1       | Биолог (Новополоцк)      |
| Нафтан (Новополоцк)     | 1:0       | Трансмаш (Могилёв)       |
| Заря (Языль)            | 0:1       | Метапол (Барановичи)     |
| Кардан Флайерс (Гродно) | 2:3       | Полесье (Мозырь)         |

## 1/16 финала
Матчи состоялись 31 августа 1994 года.
| Хозяева                   | Счёт          | Гости               |
| ------------------------- | ------------- | ------------------- |
| Брестбытхим (Брест)       | 0:1(д.в.)     | Днепр (Могилёв)     |
| Атака-Аура (Минск)        | 0:3           | ФК Молодечно        |
| Полесье (Мозырь)          | 5:1           | Шахтёр (Солигорск)  |
| Метапол (Барановичи)      | 1:3           | Локомотив (Витебск) |
| Химик (Светлогорск)       | 2:3           | Ведрич (Речица)     |
| Фомальгаут (Борисов)      | 1:0           | КИМ (Витебск)       |
| Динамо-Юни (Минск)        | 2:4           | Динамо (Минск)      |
| Химволокно (Гродно)       | 1:2           | Торпедо (Могилёв)   |
| Строитель (Старые Дороги) | 2:0           | Фандок (Бобруйск)   |
| Фандок-2 (Бобруйск)       | 0:5           | Шинник (Бобруйск)   |
| Коммунальник (Пинск)      | 0:1           | Динамо (Брест)      |
| Торпедо (Жодино)          | 1:2           | Динамо-93 (Минск)   |
| Деревообработчик (Мосты)  | 1:3           | Обувщик (Лида)      |
| Сантанас (Самохваловичи)  | 1:3           | Неман (Гродно)      |
| Нафтан (Новополоцк)       | 5:1           | Гомсельмаш (Гомель) |
| Строитель (Берёза)        | 1:1(1:4 пен.) | Торпедо (Минск)     |

## 1/8 финала
Матчи состоялись 21 сентября 1994 года.
| Хозяева             | Счёт      | Гости                     |
| ------------------- | --------- | ------------------------- |
| Локомотив (Витебск) | 0:1       | Динамо-93 (Минск)         |
| ФК Молодечно        | 1:0       | Динамо (Минск)            |
| Динамо (Брест)      | 0:1(д.в.) | Торпедо (Могилёв)         |
| Обувщик (Лида)      | 0:1       | Строитель (Старые Дороги) |
| Днепр (Могилёв)     | 1:0       | Неман (Гродно)            |
| Ведрич (Речица)     | 2:1(д.в.) | Фомальгаут (Борисов)      |
| Торпедо (Минск)     | 0:2       | Полесье (Мозырь)          |
| Шинник (Бобруйск)   | 1:0       | Нафтан (Новополоцк)       |

## 1/4 финала
Матчи состоялись 4 и 5 октября 1994 года.
| Хозяева           | Счёт          | Гости                     |
| ----------------- | ------------- | ------------------------- |
| Торпедо (Могилёв) | 2:1           | Полесье (Мозырь)          |
| Днепр (Могилёв)   | 2:0           | ФК Молодечно              |
| Динамо-93 (Минск) | 1:0           | Строитель (Старые Дороги) |
| Ведрич (Речица)   | 0:0(1:4 пен.) | Шинник (Бобруйск)         |

## 1/2 финала
Матчи состоялись 26 октября 1994 года.
| Хозяева           | Счёт          | Гости             |
| ----------------- | ------------- | ----------------- |
| Динамо-93 (Минск) | 1:1(6:5 пен.) | Днепр (Могилёв)   |
| Торпедо (Могилёв) | 4:0           | Шинник (Бобруйск) |

## Финал
| 28 июня 1995 | \| Динамо-93 (Минск) \| 1:1(7:6 пен.) \| Торпедо (Могилёв) \| \| А. Довнар 76′ \| Голы \| О. Кузьменок 39′ \| | Динамо, Минск Зрителей: 2500 Судья: Вадим Жук (Минск) |  |  |
| Динамо-93: Евневич, Павлючук, Артамонов (Беспанский, 46), Лаврик, Тарловский, Вергейчик, Довнар, Скрипченко, Сикорский (Турчинович, 67), Лобанов (Шило, 91), Шавров. Тренер: Виктор Сокол. Торпедо: Гуз (Синицын, 118), Седнёв, Пинчук, Рябоконь, Приходько, Тепляков (Савельев, 77), Головин, Геращенко, Мигурский, Рудой (Омелюсик, 79), Кузьменок. Тренер: Михаил Басс. ПРЕДУПРЕЖДЕНИЯ: Довнар (44), Павлючук (65), Шавров (112) - Головин (84). | |                                                       |  |  |
| | |                                                       |  |  |
| Динамо-93 (Минск) | 1:1(7:6 пен.)                                                                                                 | Торпедо (Могилёв)                                     |  |  |
| А. Довнар 76′ | Голы | О. Кузьменок 39′                                      |  |  |

| Обладатель Кубка Беларуси 1994/95 |
| --------------------------------- |
| Динамо-93 (Минск) Первый кубок    |